# Extra omnes
Extra omnes (łac. „wszyscy na zewnątrz”) – w Kościele katolickim łacińska formuła wypowiadana uroczyście przez mistrza papieskich ceremonii liturgicznych w czasie konklawe przed rozpoczęciem głosowania.
Formuła ta związana jest ściśle z tajnością przeprowadzanych głosowań. Po wypowiedzeniu jej Mistrz Ceremonii zamyka od wewnątrz Kaplicę Sykstyńską, w której pozostają oprócz niego elektorzy oraz, do chwili początku głosowania, duchowny prowadzący modlitewne rozważania. Od momentu wypowiedzenia formuły extra omnes do czasu publicznego ogłoszenia imienia nowego papieża wszystkich katolików obowiązuje zakaz nawiązywania kontaktów z elektorami, a ich samych zakaz nawiązywania kontaktów z kimkolwiek. Złamanie tych zakazów zagrożone jest ekskomuniką z mocy prawa.
Jak wszystkie inne czynności związane z konklawe, również extra omnes uregulowane jest konstytucją Universi Dominici gregis w nr 52:

Gdy złoży przysięgę ostatni z Kardynałów elektorów, Mistrz papieskich ceremonii liturgicznych wyda polecenie extra omnes i wszyscy niebiorący udziału w Konklawe będą musieli opuścić Kaplicę Sykstyńską.

W czasie głosowania w kaplicy przebywają jedynie kardynałowie elektorzy. Mistrz Ceremonii oraz ewentualni pomocnicy (np. pomocnicy niedomagających elektorów) pozostają w zamknięciu w sali obok Kaplicy Sykstyńskiej.